# 三鷹 (小惑星)
三鷹（みたか、1088 Mitaka）は、小惑星帯にある小惑星である。
1927年11月17日、東京帝国大学附属東京天文台（現・国立天文台）の技師であった及川奥郎が、東京天文台において、ブラッシャー天体写真儀を用いて発見した。同天文台のあった東京府北多摩郡三鷹村（現・三鷹市）から命名された。
三鷹は (1089) 多摩とともに、「日本で発見された最初の小惑星」「日本人が発見した最初の小惑星」のひとつである。軌道要素が確定し、正式に登録されたものの中で最も若い小惑星番号を持つ。これに先立ち、1900年に平山信が (498) 東京や (727) ニッポニア（日本）を「発見」しているが、平山はこれらの小惑星の軌道の確定に成功しなかったため、正式な発見とはみなされなかった。また、発見日だけを見れば (1266) 利根（1927年1月23日）や (1584) 富士（1927年2月7日）の方が早く、また (1185) 日光は同日の発見であるが、いずれも軌道の確定に時間がかかったため、より大きな小惑星番号が付与されている。